# Jazernica
Jazernica este o comună slovacă, aflată în districtul Turčianske Teplice din regiunea Žilina. Localitatea se află la altitudinea de 449 m deasupra n.m., se întinde pe o suprafață de 2,92 km2 și în 2017 număra 319 locuitori. Se învecinează cu comuna Borcová.

## Istoric
Localitatea Jazernica este atestată documentar din 1361.

## Demografie
| An:                | 1994 | 2004    | 2014    | 2024    |
| ------------------ | ---- | ------- | ------- | ------- |
| Număr de persoane: | 238  | 290     | 320     | 355     |
| Diferență:         |      | +21,84% | +10,34% | +10,93% |

| An:                | 2023 | 2024   |
| ------------------ | ---- | ------ |
| Număr de persoane: | 367  | 355    |
| Diferență:         |      | −3,26% |